# Kate Moss
Katherine Ann "Kate" Moss (Addiscombe, 16 januari 1974) is een Brits fotomodel. Het bekendst werd ze van haar werk voor Calvin Klein. Van dat kledingmerk werd ze het vaste gezicht.
Ze werd in 1988 op 14-jarige leeftijd ontdekt door Sarah Doukas, toen ze rondliep op JFK Airport in New York. Moss werd in korte tijd zeer populair, maar kreeg tegelijkertijd ook veel kritiek te verwerken, voornamelijk omdat ze zich bewust was van haar jonge uitstraling en toch regelmatig naakt poseerde. De vergelijkingen met kinderporno werden door critici meerdere malen aangekaart. Ook was er kritiek op haar rol in de 'heroin chic' mode, de nadruk ligt op een zeer mager lichaam, kringen onder de ogen, een androgyn uiterlijk en kleine borsten, duidelijk zichtbare botstructuur (als bij een heroïneverslaafde). Dit zou een slecht voorbeeld zijn voor jonge meisjes en hen aanzetten tot drugsgebruik en tot het ontwikkelen van eetstoornissen door het idee dat een broodmager lichaam de norm is. Zelfs de Amerikaanse president Clinton heeft zich negatief over deze trend uitgelaten.
Moss is naar de maatstaven van een model erg klein. Haar modellenbureau Storm Model Agency vermeldt een officiële lengte van 173 cm, veel andere bronnen op internet spreken van 167 cm. Een enkele kenner beweert dat ze nog kleiner is, 164 cm. Normaal gesproken is een korte lichaamslengte een nadeel voor een fotomodel, voor Kate Moss werd dit echter geen belemmering om uiteindelijk door te breken. Ze werd gevraagd voor catwalks en kreeg vele internationale opdrachten. Moss werkte voor bedrijven als Gucci, Dolce & Gabbana, Louis Vuitton, Versace, Chanel, H.Stern, Missoni, David Yurman en Ivo Heijman. Omstreeks 2001–2002 poseerde ze ook langdurig voor de kunstschilder Lucian Freud.
In 2002 kreeg ze met Jefferson Hack een dochter. In 2005 werd ze gefilmd door paparazzi toen ze cocaïne snoof. Veel sponsors lieten haar meteen vallen, maar door de Virgin Group keerde ze alweer snel terug in de modellenwereld. Moss laat zich nauwelijks publiekelijk uit en geeft bijna nooit interviews. Moss trouwde op 1 juli 2011 in Southrop met haar vriend Jamie Hince, gitarist van de band The Kills. In 2016 kwam er een eind aan hun huwelijk.
Moss was te zien in de videoclips van Kowalski (Primal Scream), I Just Don't Know What to Do with Myself (The White Stripes), Something About the Way You Look Tonight (Elton John), Sex with Strangers (Marianne Faithfull), Love Don't Bother Me (Stage Dolls), Delia's Gone en God's Gonna Cut You Down (Johnny Cash) en Queenie Eye (Paul McCartney). Zelf zong ze mee met Primal Scream in Some Velvet Morning (versie 2003), Babyshambles (La Belle et la Bête) en The Lemonheads (You're a Dirty Robot).